# St. Georgs-Medaille
Die St. Georgs-Medaille wurde am 15. Dezember 1889 durch Prinzregent Luitpold von Bayern zur Erinnerung an seine Aufnahme in den Hausritterorden vom Heiligen Georg fünfzig Jahre zuvor gestiftet.

## Aussehen
Die runde goldene Medaille zeigt auf der Vorderseite das nach links gewandte Brustbild des Stifters in der Ordenstracht mit der umlaufenden Inschrift LUITPOLD PRINZ-REGENT VON BAYERN. Rückseitig ist der heilige Georg zu Pferd, den Drachen tötend mit der Umschrift ZUR ERINNERUNG AN DEN 8. DEZEMBER 1889 zu sehen.

## Trageweise
Getragen wurde die Medaille an einem himmelblauen Band mit hellroten Seitenstreifen auf der linken Brust. An der Großen Ordensschnalle rangierte sie vor allen anderen Bayerischen Auszeichnungen an erster Stelle.

## Verleihungen
Verleihungen fanden nur an die teilnehmenden Mitglieder des Ordens, die an der Ordensfeier am 8. Dezember 1889 anwesend waren, statt.